# Промис Сити (Ајова)
Промис Сити (енгл. Promise City) град је у америчкој савезној држави Ајова. По попису становништва из 2010. у њему је живело 111 становника.

## Демографија
Према попису становништва из 2010. у граду је живело 111 становника, што је 6 (5,7%) становника више него 2000. године.
| Група             | 2000.       | 2010.       |
| Белци             | 103 (98,1%) | 108 (97,3%) |
| Афроамериканци    | 0 (0,0%)    | 0 (0,0%)    |
| Азијати           | 0 (0,0%)    | 2 (1,8%)    |
| Хиспаноамериканци | 1 (1,0%)    | 1 (0,9%)    |
| Укупно            | 105         | 111         |